# Episodi di The Adventures of Kit Carson (terza stagione)
La terza stagione della serie televisiva The Adventures of Kit Carson è andata in onda negli Stati Uniti dal 1º agosto 1953 al 23 gennaio 1954 in syndication.
| nº | Titolo originale              | Prima TV USA      |
| -- | ----------------------------- | ----------------- |
| 1  | Outlaw Trail                  | 1º agosto 1953    |
| 2  | Savage Outpost                | 8 agosto 1953     |
| 3  | Hawk Raiders                  | 15 agosto 1953    |
| 4  | The Widow of Indian Wells     | 22 agosto 1953    |
| 5  | Law of Boot Hill              | 29 agosto 1953    |
| 6  | Trouble at Fort Mojave        | 5 settembre 1953  |
| 7  | Powdersmoke Law               | 12 settembre 1953 |
| 8  | Secret Sheriff                | 19 settembre 1953 |
| 9  | Outlaw Army                   | 26 settembre 1953 |
| 10 | Lost Treaure of the Panamints | 3 ottobre 1953    |
| 11 | Frontier Mail                 | 10 ottobre 1953   |
| 12 | Open Season                   | 17 ottobre 1953   |
| 13 | Gunsmoke Justice              | 24 ottobre 1953   |
| 14 | Challenge to Chance           | 31 ottobre 1953   |
| 15 | Marshall of Gun Town          | 7 novembre 1953   |
| 16 | Uprising at Pawhuska          | 14 novembre 1953  |
| 17 | Army Renegades                | 21 novembre 1953  |
| 18 | Badman's Escape               | 28 novembre 1953  |
| 19 | The Haunted Hacienda          | 5 dicembre 1953   |
| 20 | Gunsmoke Valley               | 12 dicembre 1953  |
| 21 | Renegades Wires               | 19 dicembre 1953  |
| 22 | The Ambush                    | 26 dicembre 1953  |
| 23 | The Cache                     | 2 gennaio 1954    |
| 24 | The Dry Creek Case            | 9 gennaio 1954    |
| 25 | Copper Town                   | 16 gennaio 1954   |
| 26 | Counterfeit Country           | 23 gennaio 1954   |

## Outlaw Trail
- Prima televisiva: 1º agosto 1953
- Diretto da: Paul Landres
- Scritto da: Robert Schaefer, Eric Freiwald

### Trama
- Guest star: Myron Healey, James Craven, Lane Chandler, Rusty Wescoatt, Robert Bice, Dale van Sickel, Nan Leslie

## Savage Outpost
- Prima televisiva: 8 agosto 1953

### Trama
- Guest star: Richard Garland, Tristram Coffin, Gracia Narciso, Elaine Edwards, Archie Twitchell, Harry Woods, Gil Warren, John Doucette

## Hawk Raiders
- Prima televisiva: 15 agosto 1953

### Trama
- Guest star: Richard Reeves, Pierre Watkin, Anna Navarro, Sheb Wooley, Howard Negley, Tol Avery

## The Widow of Indian Wells
- Prima televisiva: 22 agosto 1953
- Diretto da: John English
- Scritto da: Milton Raison

### Trama
- Guest star: Ann Tyrrell, Gregg Barton, George Pembroke, Don C. Harvey, Nancy Hale, Wallis Clark, Rick Vallin

## Law of Boot Hill
- Prima televisiva: 29 agosto 1953
- Diretto da: John English

### Trama
- Guest star: Rand Brooks (Larry Pearson), Jeanne Cooper (Joyce Hadley), Lee Van Cleef (Kirk Hadley), George Chandler (Bret Pearson), Bob Woodward (Joe Ridge), Roy Barcroft (Jud Hadley)

## Trouble at Fort Mojave
- Prima televisiva: 5 settembre 1953

### Trama
- Guest star: Duane Grey, Carol Thurston, Bob Rose, George M. Lyon, Joel White Cloud, David Colmans, Charles Stevens, John Eldredge

## Powdersmoke Law
- Prima televisiva: 12 settembre 1953

### Trama
- Guest star: Duane Grey, Carol Thurston, Bob Rose, George M. Lyon, Joel White Cloud, David Colmans, Charles Stevens, John Eldredge

## Secret Sheriff
- Prima televisiva: 19 settembre 1953

### Trama
- Guest star: Sheb Wooley, Tol Avery, Michael McHale, Rankin Mansfield, Richard Reeves, Anna Navarro, Pierre Watkin

## Outlaw Army
- Prima televisiva: 26 settembre 1953

### Trama
- Guest star: Richard Avonde, Donna Martell, Boyd Stockman, Peter Mamakos, Paul McGuire, Edward Colmans

## Lost Treaure of the Panamints
- Prima televisiva: 3 ottobre 1953
- Diretto da: John English
- Scritto da: Barry Shipman

### Trama
- Guest star: Jeanne Cooper, Rand Brooks, Lee Van Cleef, George Chandler, Roy Barcroft

## Frontier Mail
- Prima televisiva: 10 ottobre 1953
- Diretto da: John English
- Scritto da: Milton Raison

### Trama
- Guest star: Frank Fenton, Harry Lauter, George Eldredge, Boyd Stockman, Henry Rowland, Ralph Sanford, William Fawcett, Jean Howell

## Open Season
- Prima televisiva: 17 ottobre 1953

### Trama
- Guest star:

## Gunsmoke Justice
- Prima televisiva: 24 ottobre 1953
- Diretto da: John English
- Scritto da: Barry Shipman

### Trama
- Guest star: George Chandler, Lee Van Cleef (Burt Tanner), Rand Brooks, Boyd Stockman, Jeanne Cooper, Roy Barcroft

## Challenge to Chance
- Prima televisiva: 31 ottobre 1953

### Trama
- Guest star:

## Marshall of Gun Town
- Prima televisiva: 7 novembre 1953

### Trama
- Guest star: John Doucette, William Fawcett, Tristram Coffin

## Uprising at Pawhuska
- Prima televisiva: 14 novembre 1953

### Trama
- Guest star:

## Army Renegades
- Prima televisiva: 21 novembre 1953

### Trama
- Guest star: Henry Rowland, Harry Lauter, Bob Woodward, Frank Fenton, Harry Harvey, Jean Howell

## Badman's Escape
- Prima televisiva: 28 novembre 1953

### Trama
- Guest star: Wallis Clark, Ann Tyrrell, Ted Stanhope, Dick Rich, Mort Mills, Gregg Barton, Nancy Hale, Rick Vallin

## The Haunted Hacienda
- Prima televisiva: 5 dicembre 1953
- Diretto da: John English
- Scritto da: Barry Shipman

### Trama
- Guest star: Jan Arvan (Don Luis), Peter Mamakos (El Broho), Richard Avonde (Don Felipe), Edward Colmans (Don Jose), Gil Frye (Ramon), Belle Mitchell (anziana), Donna Martell (Dolores)

## Gunsmoke Valley
- Prima televisiva: 12 dicembre 1953

### Trama
- Guest star: Robert Bice, Dale van Sickel, Lane Chandler, James Craven, Nan Leslie (Polly), Rusty Wescoatt (Tom), Myron Healey (Corey Wyatt)

## Renegades Wires
- Prima televisiva: 19 dicembre 1953

### Trama
- Guest star: Francis McDonald, Barbara Bestar, Bruce Payne, Marshall Reed, Chris Alcaide, Denver Pyle

## The Ambush
- Prima televisiva: 26 dicembre 1953

### Trama
- Guest star: Anna Navarro, Pierre Watkin, Ferris Taylor, Dick Crockett, Richard Reeves, Sheb Wooley, Tol Avery

## The Cache
- Prima televisiva: 2 gennaio 1954

### Trama
- Guest star:

## The Dry Creek Case
- Prima televisiva: 9 gennaio 1954

### Trama
- Guest star: Forrest Taylor, Patricia Wright, Nelson Leigh, I. Stanford Jolley, Holly Bane, William Phipps

## Copper Town
- Prima televisiva: 16 gennaio 1954

### Trama
- Guest star: Myron Healey, Robert Bice, Lane Chandler, James Craven, Dale van Sickel, Nan Leslie

## Counterfeit Country
- Prima televisiva: 23 gennaio 1954

### Trama
- Guest star: Dick Elliott, Barbara Bestar, Chris Alcaide, Marshall Reed, Francis McDonald, Denver Pyle